# درب السلطان
درب السلطان هو من أقدم وأكبر أحياء الدار البيضاء. عرف هذا الحي أوقاتا عصيبة في أيام ما قبل الاستقلال المغربي. ومنح للتاريخ مناضلين يشهد شارع الفداء الشهير على تضحياتهم.
وقد عرف هذا الحي الفقير مكان تأسيس أحد أعرق وأشهر الأندية العربية والأفريقية الرجاء الرياضي سنة 1949 بإحدى المقاهي الشعبية هناك مقهى با صالح، و احتضن مجموعة من المشاهير المغاربة من رياضيين امثال ( الأب جيكو ، بيتشو ، عبد المجيد الظلمي ،مصطفى الحداوي، اسحيتة، بتي عمر، الحمراوي، محسن متولي...), وكذا مجموعة من الفنانين نذكر منهم ( ثريا جبران ، عبد العظيم الشناوي ، محمد التسولي ، عبد القادر مطاع ، سعاد صابر ، مصطفى الزعري ، الحاجة الحمداوية ، مصطفى الداسوكين ، عبد القادر البدوي ،عبد الرزاق البدوي ، رجاء بلمليح والفنان التشكيلي عبد الرحمان رحول ...) بل وحتى علماء الفلك، إذ تعبر مريم شديد التي اعتزت على الرغم من الشهرة العالمية بالانتماء إلى درب السلطان، أول عالمة فلك في العالم استطاعت أن تصل إلى القطب المتجمد الجنوبي وأول طالبة عربية أنجزت الدكتواره في أكبر مرصد وطني في فرنسا.
درب السلطان هو أيضا عمالة في الدار البيضاء.